# Flaga Niemiec
Flaga Niemiec – jeden z symboli państwowych Niemiec. Jest to prostokąt o proporcjach 3:5, podzielony na trzy poziome pasy jednakowej wielkości: czarny, czerwony i złoty. Barwy określone zostały w konstytucji z dnia 23 maja 1949 roku, a proporcje uregulowane są przez rozporządzenie o niemieckich flagach (niem. Anordnung über die deutschen Flaggen) z 7 czerwca 1950.

## Zastosowanie
Flaga państwowa (Bundesdienstflagge) jest jednym z symboli państwowych i nie może być używana przez kraje związkowe lub gminy niemieckie. Także osoby prywatne, obywatele Niemiec, niemieckie organizacje pozarządowe oraz obywatele i instytucje innych krajów nie mogą wykorzystywać niemieckiej flagi państwowej.
Kraje związkowe i gminy korzystają więc z prostej flagi bez godła albo posługują się na swoim terenie własnymi flagami urzędowymi – najczęściej są one połączeniem flagi i godła określonej gminy lub kraju związkowego i podobnie jak flaga państwowa nie mogą być używane przez obywateli, inne kraje bądź gminy.
Osoby prywatne mogą wykorzystywać prostą flagę; użycie herbu i Bundesdienstflagge zabronione jest przez niemiecki kodeks wykroczeń (Gesetz über Ordnungswidrigkeiten). Najczęściej spotyka się jednak flagi podobne do Bundesdienstflagge, które zamiast tzw. Bundesschild (orzeł ukazany na Bundesdienstflagge) prezentują herb Niemiec, różniące się nieznacznie od Bundesschild. Użycie takich flag jest akceptowalne, dopóki ukazują one związek obywatela z państwem niemieckim.
Produkcja flag z godłem (Bundesdienstflagge) jest zabroniona, zarówno dalsze przetwarzanie, jak i zmiana istniejących symboli państwowych zarezerwowana jest dla określonych urzędów, które decydują także o możliwościach ich użytkowania.

## Użycie
Użycie flagi państwowej jest ściśle uregulowane przez rozporządzenie Rządu Federalnego z dnia 22 marca 2005 roku (pełna niemiecka nazwa: Erlass der Bundesregierung über die Beflaggung der Dienstgebäude des Bundes). Dni, w których można wywieszać flagę państwową to:
- Dzień Pamięci Ofiar Nazizmu (Tag des Gedenkens an die Opfer des Nationalsozialismus) – 27 stycznia
- Święto Pracy – 1 maja
- Dzień Europy – 9 maja
- Rocznica uchwalenia Konstytucji (Jahrestag der Verkündung des Grundgesetzes) – 23 maja
- Rocznica 17 czerwca 1953 (Jahrestag des 17. Juni 1953)
- Rocznica zamachu 20 lipca (Jahrestag des 20. Juli 1944)
- Dzień Jedności Niemiec (Tag der Deutschen Einheit) – 3 października
- Dzień Pamięci (Volkstrauertag) – dwa tygodnie przed 1. niedzielą Adwentu
- dzień wyborów do Bundestagu*
- dzień wyborów do Parlamentu Europejskiego*

(* nie we wszystkich krajach związkowych)
Oprócz wyżej wymienionych okazji flaga państwowa może być wywieszana także w trakcie ważnych wydarzeń, np. w dniu wyborów prezydenckich albo podczas żałoby po śmierci znaczących polityków niemieckich lub zagranicznych. Decyduje o tym, wydając stosowne rozporządzenie, minister spraw wewnętrznych.

## Historia

### Średniowiecze

Flaga I Rzeszy używana w latach 1200–1350
Flaga Świętego Cesarstwa Rzymskiego do 1410
Flaga I Rzeszy po 1410

Pierwszą niemiecką flagą była flaga Świętego Cesarstwa Rzymskiego. W okresie średniowiecza i do roku 1806 wykorzystywano dwie flagi I Rzeszy: z orłem cesarskim i obowiązującą w latach 1200–1350 flagę z białym krzyżem na czerwonym tle.
Flaga z orłem cesarskim miała dwie wersje:
- do roku 1410: czarny jednogłowy orzeł (symbol królewski) na żółto-złotym tle. Orzeł nawiązywał do tradycji Cesarstwa Rzymskiego.
- 1410 – 1806: czarny dwugłowy orzeł na żółto-złotym tle. Dwie głowy orła symbolizować miały dwoistość władcy Niemiec jako cesarza Rzymu i króla Niemiec.

Flaga Habsburgów

Po roku 1806 i rozwiązaniu I Rzeszy Niemieckiej dwugłowy orzeł trafił do herbu rodziny Habsburgów, która uważała się za sukcesorów tradycji cesarskiej. Habsburgowie przejęli również czarny i złoty kolor do swej flagi.

### Nowożytność

#### Barwy czarna, czerwona i złota (Schwarz-Rot-Gold)

Flaga Niemiec w I. poł. XIX w.

Kolory flagi wywodzą się z barw mundurowych formacji antynapoleońskich, które zostały sformułowane w styczniu 1813 r. w Rogowie Sobóckim na Śląsku jako Królewski Pruski Freikorps Lützowa (niem. Königlich Preußisches Freikorps von Lützow). Legenda głosiła, że składał się on ze studentów i nauczycieli akademickich wszystkich państw niemieckich, którzy zgłosili się do walki z Napoleonem. Ale stanowili oni nie więcej jak 12% składu oddziału, do którego w większości zgłosili się rzemieślnicy i robotnicy.
Barwy czarna i złota (oddawana na tkaninie jako żółta) nawiązywały do barw heraldycznych Świętego Cesarstwa Rzymskiego, zaś barwa czerwona symbolizować miała dynastię cesarską Hohenstaufów.

#### Związek Niemiecki

Flaga Związku Niemieckiego

Barwy czarna, czerwona i złota (niem. Schwarz-Rot-Gold) utrwaliły się w czasie Związku Niemieckiego. Ich oficjalne przyjęcie odbyło się 9 marca 1848 we Frankfurcie nad Menem, kiedy to na fladze utrwalono kolory czarny, czerwony i złoty oznaczające
Z czerni niewoli, przez krwawe bitwy do złotego światła wolności.
Ponadto flaga Schwarz-Rot-Gold używana była jako flaga niemieckiej marynarki wojennej w latach 1848–1852, flaga związku Niemców w Austro-Węgrzech, flaga księstwa Waldeck i jako flaga młodszej (Gera) i starszej (Greiz) linii Reuss.

#### Związek Północnoniemiecki i Cesarstwo Niemieckie

Flaga Cesarstwa Niemieckiego

Związek Północnoniemiecki przyjął nową flagę, która powstała z połączenia flagi Królestwa Prus (czarno-biała) oraz barw flag hanzeatyckich (czerwień i biel).
Flaga czarno-biała-czerwona stała się oficjalną flagą II Rzeszy Niemieckiej po zjednoczeniu w 1871 r. W czasach Cesarstwa barwy te interpretowano w sposób następujący:
- czerń – kolor orła – siła
- biel – czystość zasad
- czerwień – jedność wszystkich Niemców.

#### Republika Weimarska

Flaga Republiki Weimarskiej

Po porażce Niemiec w I wojnie światowej flaga II Rzeszy została w Republice Weimarskiej zastąpiona 11 sierpnia 1919 flagą Schwarz-Rot-Gold, co zostało potwierdzone w art. 3&1 konstytucji Republiki.
Flota morska używała nadal starej flagi cesarskiej z tą różnicą, że w lewym górnym rogu umieszczono małą flagę republikańską.

#### III Rzesza

Flaga III Rzeszy do 1935
Flaga III Rzeszy od 1935

Początkowo III Rzesza używała dawnej flagi cesarskiej (czarno-biało-czerwonej), choć w nieco innych proporcjach, lecz w 1935 r. doszło do radykalnej zmiany: zastąpiła ją czerwona z nazistowską swastyką w środku (już wcześniej używana wraz z flagą trójkolorową jako współoficjalna), umieszczoną w białym okręgu. Było to jednocześnie przyjęcie symbolów NSDAP oraz całkowite przekreślenie dotychczasowej symboliki.

#### Po II wojnie światowej

Propozycja Josefa Wirmera z 1944 r.
Propozycja z 1948 r.
Morska flaga handlowa 1946–1949

Po przegranej Trzeciej Rzeszy w II wojnie światowej i okupacji wojsk alianckich na terenie Niemiec nie istniały żadne oficjalne władze, a wszelkie wcześniejsze flagi zostały zakazane. 12 listopada 1946 władze okupacyjne ustanowiły flagę morską, którą musiały posługiwać się dla lepszej identyfikacji wszystkie niemieckie statki. Była to używana w Międzynarodowym Kodzie Sygnałowym flaga oznaczająca literę „C” z wyciętym z prawej strony trójkątem równoramiennym, stąd nazwa „C-Doppelstander”.
Po powstaniu dwóch państw niemieckich flagą Republiki Federalnej Niemiec była tradycyjna flaga z czasów Republiki Weimarskiej.
Kolory czarny, czerwony i żółty znalazły się również na fladze Niemieckiej Republiki Demokratycznej, jednak dodatkowo widniało na niej godło kraju – cyrkiel i młot.

#### Przed zjednoczeniem Niemiec

Flaga NRD
Flaga RFN

Po zjednoczeniu Niemiec flaga czarno-czerwono-złota pozostała (zgodnie z artykułem 23. Konstytucji) flagą narodową Niemiec.

## Barwy oraz proporcje flagi
Dokładne kolory niemieckiej flagi nie są ustalone przez prawo. Dla opisu technicznego niemieckie ministerstwo spraw wewnętrznych ustaliło następujące barwy w systemie RAL, skali Pantone, systemie HKS i CMYK:
| Barwa    | RAL  | Pantone | HKS | CMYK        | RGB (Hex) |
| -------- | ---- | ------- | --- | ----------- | --------- |
| czarny   | 9017 |         |     |             | 00 00 00  |
| czerwony | 3020 | 485     | 14  | 0-100-100-0 | FF 00 00  |
| złoty    | 1028 | 116     | 5   | 0-10-100-0  | FF D7 00  |

Flaga Niemiec to trójkolorowy wydłużony prostokąt o proporcjach 3:5. Każdy prostokąt wypełniony odrębnym kolorem ma proporcje 1:5. Powyżej zamieszczona jest grafika ilustrująca barwy oraz proporcje flagi Niemiec.